# Петра Далман
Петра Далман (Фрајбург, 21. новембар 1978) је немачка пливачица, освајач бронзане медаље на олимпијским играма, светска праккиња и четворострука европска првакиња. Била је чланица ПК Никар, из Хајделберга. Студирала је медицину на Универзитету у Хајделбергу и дипломирала 2006.

## Спортска биографија
Петра Далман се специјализирала за пливање на 100 и 200 метра слободним стилом, па је често пливала за немачку штафету слободним стилом.
Са штафетом 4 х 100 метара, је 2001. у Фукуоки освојила светско првенству. Штафета је пливала у саставу:Петра Далман, Антје Бушшулте, Катрин Мајснер, Сандра Велкер. На Олимпијским играма 2004. у Атини опет са штафето, овога пута 4 х 200 м у саставу Франциска ван Алмсик, Петра Далман, Антје Бушшулте, Хана Штокбауер, освојила је бронзану медаљу.
За ове успехе награђена је 16. марта 2005. највећим немачким спортиским признањем Сребреним Ловоровим листом.
Освојила је 4 европске титуле, а 2005. била је и национални првак на 200 метара слободним стилом. После Светско првенство у Риму 2009. године, где је поново освојила сребро са штафетом 4 × 100 метара, завршила је своју такмичарску каријеру.
У току каријере са штафетама је поставила 1 европски (4 х 200 м) и три национална рекорда.